# 6136 Грифон
6136 Грифон (6136 Gryphon) — астероїд головного поясу, відкритий 22 грудня 1990 року.
Тіссеранів параметр щодо Юпітера — 3,214.